# Amenemhat III
Amenemhat III – faraon, władca starożytnego Egiptu z XII dynastii, z okresu Średniego Państwa. Syn Senusereta III i królowej Sebekszedit Neferu. Panował od 1853 roku p.n.e. przez kilka miesięcy z ojcem, później do 1807 roku p.n.e. – samodzielnie, po czym do 1806 roku p.n.e. wraz z synem Amenemhatem IV.
Przeszedł do historii jako władca o wyjątkowo pokojowym usposobieniu, skupiający się na rozwoju i podnoszeniu dobrobytu kraju i jego mieszkańców. Szczególnie skupił się na rozwoju okolic oazy Fajum, gdzie dzięki wykorzystaniu tamy w okolicach Hawary oraz odnowieniu i rozbudowie sieci kanałów nawadniających, rozprowadzających wodę na rozległe tereny, uczynił z tego rejonu ogromne areały ziem uprawnych, które wkrótce stały się drugim po terenach Delty, spichlerzem Egiptu. Rozwój uprawy ziemi spowodował napływ ludności i rozwój osadnictwa, co pociągnęło za sobą powstawanie nowych i rozwój już istniejących osad i miast oraz budowę świątyń.
Był władcą pokojowym, utrzymującym stosunki handlowe i kulturalne z Aleppo i Ugarit, gdzie odnaleziono dwa jego sfinksy. Poprzez port w Byblos sprowadzano do Egiptu drewno cedrowe oraz przywożono niewolników, sprowadzanych do pracy w tkactwie, piwowarstwie i wielu innych rzemiosłach. Amenemhat utrzymywał wszelkie wpływy Egiptu w podległych terytoriach, co spowodowało konieczność przeprowadzenia ekspedycji do Nubii, w okolice III katarakty. Na Synaju prowadzono intensywne wydobycie miedzi i turkusu, a sezonowe obozy górników przekształciły się w stałe osady z domami i umocnieniami oraz ze studniami i nekropolami. Serabit el-Chadim rozrosło się. Rozbudowano świątynię Hathor i otoczono całą miejscowość fortyfikacjami.
Faraon jednakże nie zawdzięcza, w głównej mierze, swej sławy z powodu nielicznych działań militarnych, ani też z powodu zdolności organizatorskich i administracyjnych, lecz dzięki wspaniałym przedsięwzięciom budowlanym, zrealizowanym w czasach jego panowania.

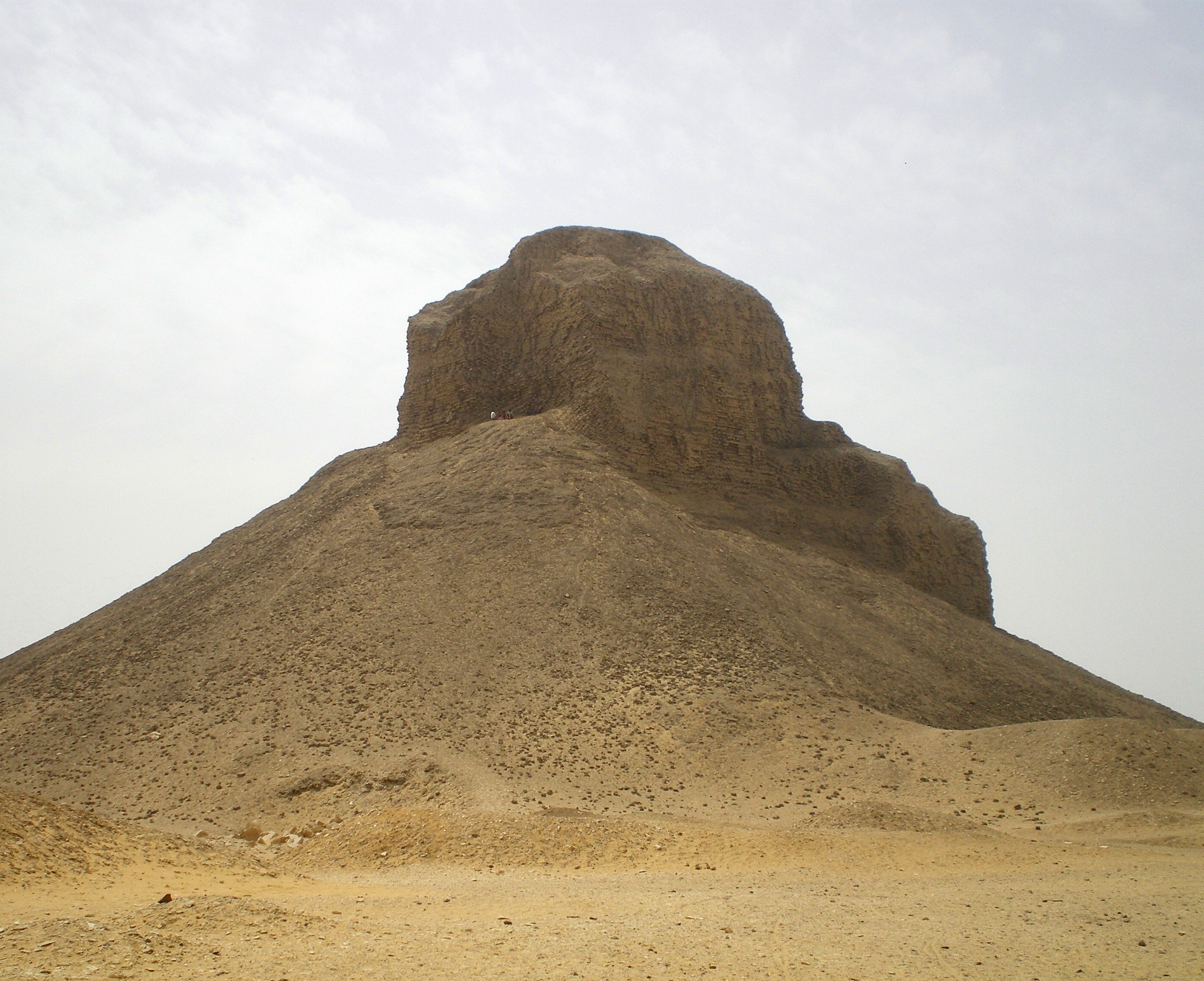
Piramida Czarna w Dahszur

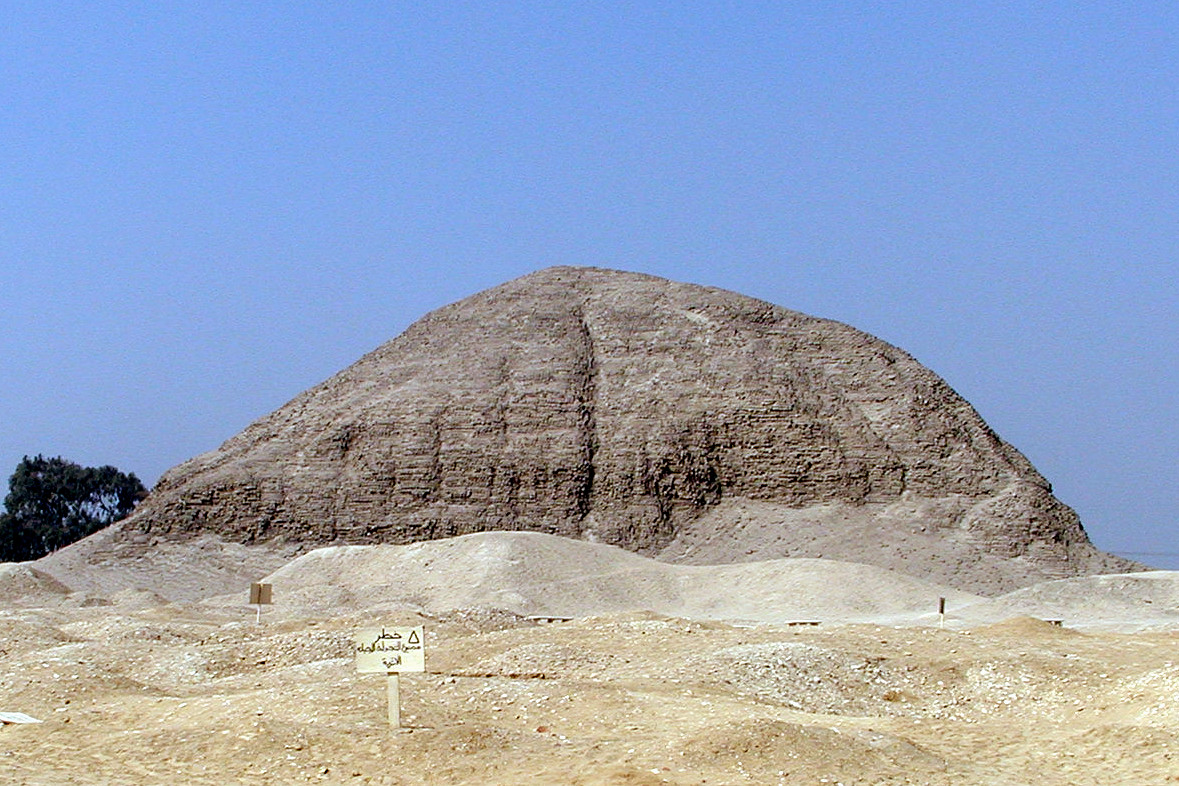
Piramida Amenemhata III w Hawarze

Należą do nich dwie przypisywane mu piramidy: jedna w Dahszur, zwana „Czarną” i druga – wzniesiona w Hawarze oraz ogromny, złożony kompleks pałacowy, wzniesiony również w Hawarze, na południe od piramidy, u wejścia do oazy Fajum. Amenemhat uważany jest również za twórcę-budowniczego jeziora Moeris oraz miasta Szedet, zwanego przez Greków Krokodilopolis, założonego nad brzegami jeziora.
Pałac w Hawarze dzięki swym ogromnym rozmiarom, rozlicznym korytarzom i salom oraz skomplikowanemu układowi wszystkich pomieszczeń wzbudzał podziw i zachwyt, a dzięki greckiej tradycji zawdzięczamy mu nazwę Labiryntu, zapewne kojarzonego z minojskim labiryntem na Krecie. Budowla ta w starożytności wzniesiona z granitu z frontonem wykonanym z białego kamienia, zwrócona była w kierunku jeziora, dziś znajduje się w całkowitej ruinie.
Opis jej wyglądu w czasach świetności, zawdzięczamy dziełom Herodota i Strabona. Według tych opisów budowla mierzyła około 178 metrów długości i 158 szerokości. Składała się z dwunastu krytych dachem z kamiennych płyt podworców z bramami stojącymi naprzeciw siebie oraz niezliczonej ilości komnat podziemnych i nadziemnych oraz sal łączonych prawdziwym labiryntem korytarzy, przejść i bram, wiodących do następnych sal i korytarzy. Ściany pokrywały reliefy, a każdy podworzec otaczała kolumnada wykonana z białego kamienia. Całość kompleksu otaczał mur. Budowla była świątynią grobową Amenemhata, w której znajdowały się pomieszczenia dla lokalnych bóstw poszczególnych nomów.

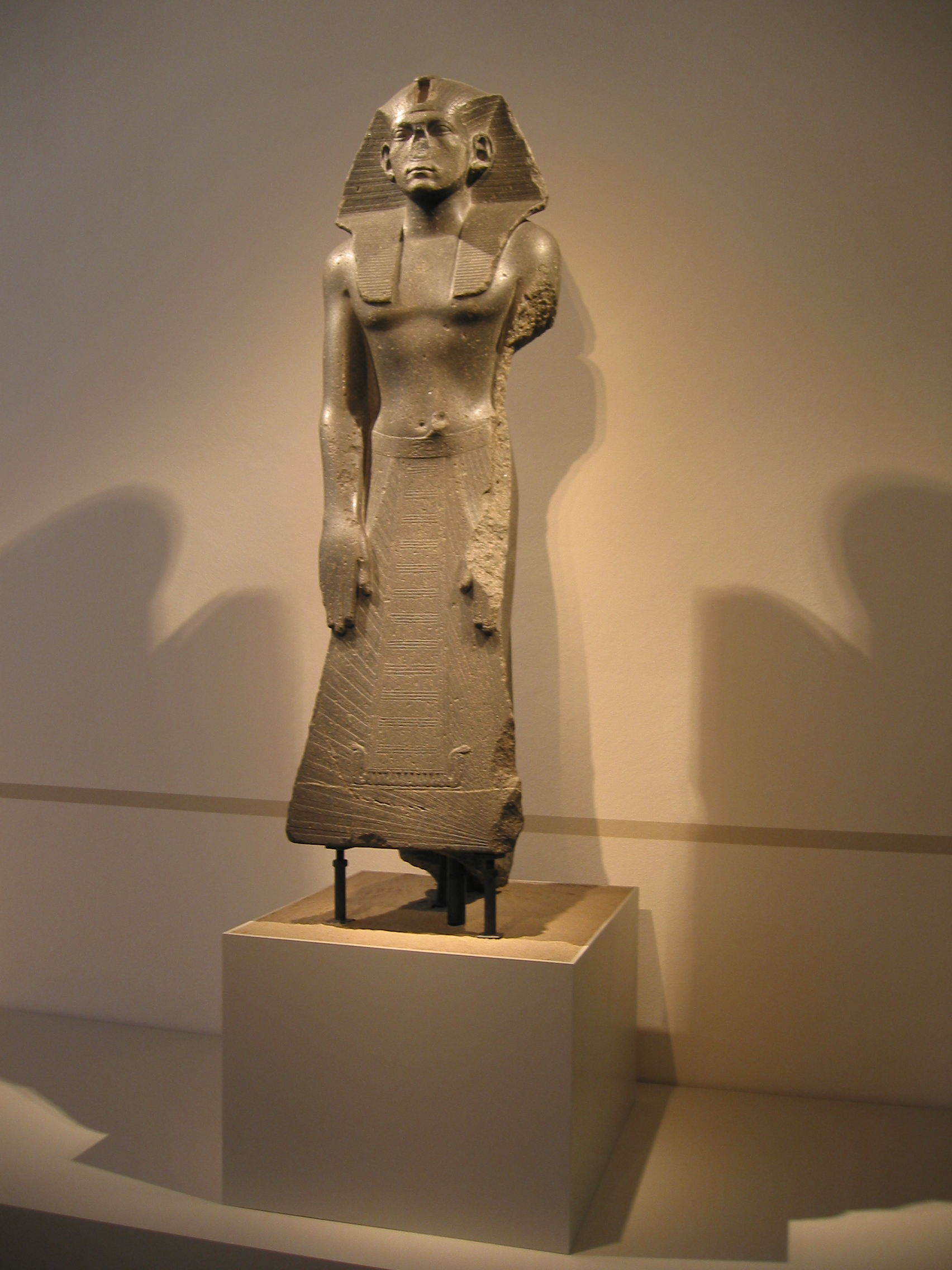
Statua Amenemhata III – Muzeum Egipskie w Berlinie

Władca wzniósł dwie piramidy. Pierwsza z nich w Dahszur o boku około 105 metrów i wysokości około 75 metrów stała się miejscem pochówku trzech królewskich małżonek. Druga piramida wzniesiona prawdopodobnie pod koniec panowania Amenemhata być może w wyniku błędów konstrukcyjnych pierwszej i groźby jej zawalenia usytuowana została w Hawarze, nieopodal oazy Fajum. Budowla ta o wysokości około 58 metrów stała się miejscem pochówku władcy. Nie zachowała się mumia króla, prawdopodobnie zniszczona przez złodziei podczas rabunku dokonanego zapewne w starożytności. 
Wielkie prace mające na celu zapewnić obfitość wylewów Nilu prowadzone były zapewne w wyniku bardzo nieregularnych jego wylewów. W początkowych latach panowania Amenemhata, wylewy były niskie co powodowało klęski suszy i niskie zbiory. W późniejszych latach (po roku XX) Nil wylewał bardziej obficie co z kolei powodowało klęski powodzi i niszczenie systemu nawadniającego. Wiemy o tym z zapisków poziomu wylewów z inskrypcji w Semna. Było to przyczyną trosk króla, którego statuy przedstawiają człowieka przedwcześnie postarzałego i zatroskanego.

## Tytulatura
| G5 |

| G5 |

| O29 · D36 | G30 |

| O29 · D36 | G30 |

| O29 · D36 | G30 |

| O29 · D36 | G30 |

| G5 |

| G5 |

| O29 · D36 | G30 |

| O29 · D36 | G30 |

| O29 · D36 | G30 |

| O29 · D36 | G30 |

| M23 · X1 | L2 · X1 |

| M23 · X1 | L2 · X1 |

| N5 · N35 | U5 · X1 | X1 · H8 |

| N5 · N35 | U5 · X1 | X1 · H8 |

| N5 · N35 | U5 · X1 | X1 · H8 |

| N5 · N35 | U5 · X1 | X1 · H8 |

| M23 · X1 | L2 · X1 |

| M23 · X1 | L2 · X1 |

| N5 · N35 | U5 · X1 | X1 · H8 |

| N5 · N35 | U5 · X1 | X1 · H8 |

| N5 · N35 | U5 · X1 | X1 · H8 |

| N5 · N35 | U5 · X1 | X1 · H8 |

| G39 | N5 |

| G39 | N5 |

| M17 | Y5 · N35 | G17 | F4 · X1 |

| M17 | Y5 · N35 | G17 | F4 · X1 |

| M17 | Y5 · N35 | G17 | F4 · X1 |

| M17 | Y5 · N35 | G17 | F4 · X1 |

| G39 | N5 |

| G39 | N5 |

| M17 | Y5 · N35 | G17 | F4 · X1 |

| M17 | Y5 · N35 | G17 | F4 · X1 |

| M17 | Y5 · N35 | G17 | F4 · X1 |

| M17 | Y5 · N35 | G17 | F4 · X1 |